# Station thermale
Pour un article plus général, voir Établissement thermal.

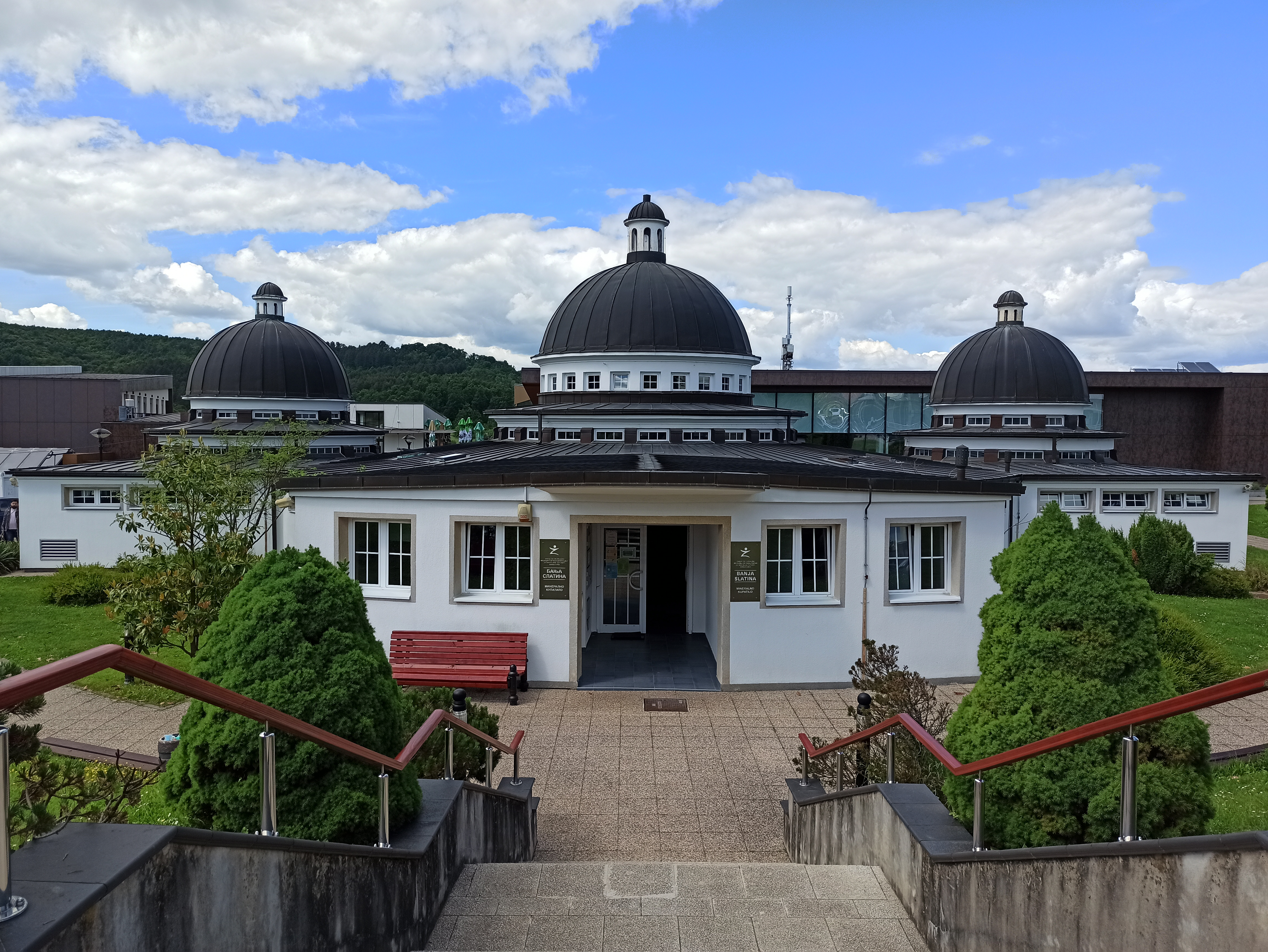
Slatina Spa.

Une station thermale, aussi appelée station hydrominérale, ville d'eaux ou ville thermale (spa, spa-town, thermal resort ou thermal city, en anglais), est un type de station touristique dans laquelle sont aménagés un ou plusieurs établissements spécialisés dans le traitement d'affections diverses par les eaux minérales.

## Classement UNESCO
Onze villes d'eaux, situées dans sept pays européens, ont été reconnues par l'UNESCO : 
- Allemagne :
  - Bad Ems ;
  - Baden-Baden ;
  - Bad Kissingen ;
- Autriche : Baden bei Wien ;
- Belgique : Spa ;
- France : Vichy ;
- Italie : Montecatini Terme ;
- Royaume-Uni : Bath
- Tchéquie :
  - Františkovy Lázně ;
  - Karlovy Vary ;
  - Mariánské Lázně.